# Omonville-la-Rogue
Omonville-la-Rogue és un municipi delegat francès al departament de la Manche (regió de Normandia). L'1 de gener de 2017 va fusionar amb el municipi nou de La Hague. L'any 2007 tenia 525 habitants.

## Demografia

### Població
El 2007 la població de fet d'Omonville-la-Rogue era de 525 persones. Hi havia 208 famílies de les quals 56 eren unipersonals (40 homes vivint sols i 16 dones vivint soles), 64 parelles sense fills, 68 parelles amb fills i 20 famílies monoparentals amb fills.
La població ha evolucionat segons el següent gràfic:
Habitants censats

### Habitatges
El 2007 hi havia 317 habitatges, 214 eren l'habitatge principal de la família, 91 eren segones residències i 12 estaven desocupats. 285 eren cases i 16 eren apartaments. Dels 214 habitatges principals, 136 estaven ocupats pels seus propietaris, 73 estaven llogats i ocupats pels llogaters i 5 estaven cedits a títol gratuït; 1 tenia una cambra, 18 en tenien dues, 37 en tenien tres, 61 en tenien quatre i 97 en tenien cinc o més. 168 habitatges disposaven pel capbaix d'una plaça de pàrquing. A 83 habitatges hi havia un automòbil i a 112 n'hi havia dos o més.

### Piràmide de població
La piràmide de població per edats i sexe el 2009 era:
| Homes | Edats   | Dones |
| ----- | ------- | ----- |
| 0     | 95 o +  | 0     |
| 4     | 90 a 94 | 0     |
| 0     | 85 a 89 | 4     |
| 0     | 80 a 84 | 4     |
| 8     | 75 a 79 | 12    |
| 12    | 70 a 74 | 12    |
| 12    | 65 a 69 | 8     |
| 8     | 60 a 64 | 8     |
| 8     | 55 a 59 | 8     |
| 12    | 50 a 54 | 12    |
| 16    | 45 a 49 | 20    |
| 36    | 40 a 44 | 12    |
| 12    | 35 a 39 | 16    |
| 36    | 30 a 34 | 24    |
| 16    | 25 a 29 | 28    |
| 4     | 20 a 24 | 4     |
| 28    | 15 a 19 | 8     |
| 16    | 10 a 14 | 28    |
| 28    | 5 a 9   | 20    |
| 24    | 0 a 4   | 24    |

## Economia
El 2007 la població en edat de treballar era de 349 persones, 261 eren actives i 88 eren inactives. De les 261 persones actives 238 estaven ocupades (134 homes i 104 dones) i 23 estaven aturades (6 homes i 17 dones). De les 88 persones inactives 36 estaven jubilades, 28 estaven estudiant i 24 estaven classificades com a «altres inactius».

### Ingressos
El 2009 a Omonville-la-Rogue hi havia 204 unitats fiscals que integraven 500 persones, la mediana anual d'ingressos fiscals per persona era de 18.321 €.

### Activitats econòmiques
Dels 16 establiments que hi havia el 2007, 1 era d'una empresa extractiva, 2 d'empreses de construcció, 2 d'empreses de comerç i reparació d'automòbils, 3 d'empreses d'hostatgeria i restauració, 2 d'empreses immobiliàries, 4 d'empreses de serveis, 1 d'una entitat de l'administració pública i 1 d'una empresa classificada com a «altres activitats de serveis».
Dels 5 establiments de servei als particulars que hi havia el 2009, 1 era un paleta, 1 lampisteria, 2 restaurants i 1 agència immobiliària.
L'únic establiment comercial que hi havia el 2009 era una botiga de menys de 120 m².
L'any 2000 a Omonville-la-Rogue hi havia 5 explotacions agrícoles.

## Equipaments sanitaris i escolars
El 2009 hi havia una escola elemental.

## Poblacions més properes
El següent diagrama mostra les poblacions més properes.